# 1960 au Canada
Pour un article plus général, voir Chronologie du Canada.
Cet article traite des événements qui se sont produits durant l'année 1960 au Canada.

## Événements

### Politique
- 7 juin : élection générale néo-écossaise.

- 8 juin : élection générale saskatchewanaise.

- 22 juin : élection de Jean Lesage au Québec (Parti libéral du Québec). Il préconise « la révolution tranquille » (fin de mandat en 1966).

- 25 juillet : inauguration officielle du pont Victoria à Montréal au Québec.

- 10 août : adoption de la Déclaration canadienne des droits.

- 10 septembre : Marcel Chaput et André d'Allemagne fondent le Rassemblement pour l'indépendance nationale au Québec.

- 19 septembre : fondation de l'Université de Calgary.

- 29 septembre :  la CTCC (Confédération des travailleurs catholiques du Canada) devient la CSN (Confédération des syndicats nationaux).

### Justice
- Claude Poirier commence ses chroniques judiciaires. Il sera souvent appelé pour servir de négociateur entre les criminels et la police.

### Sport

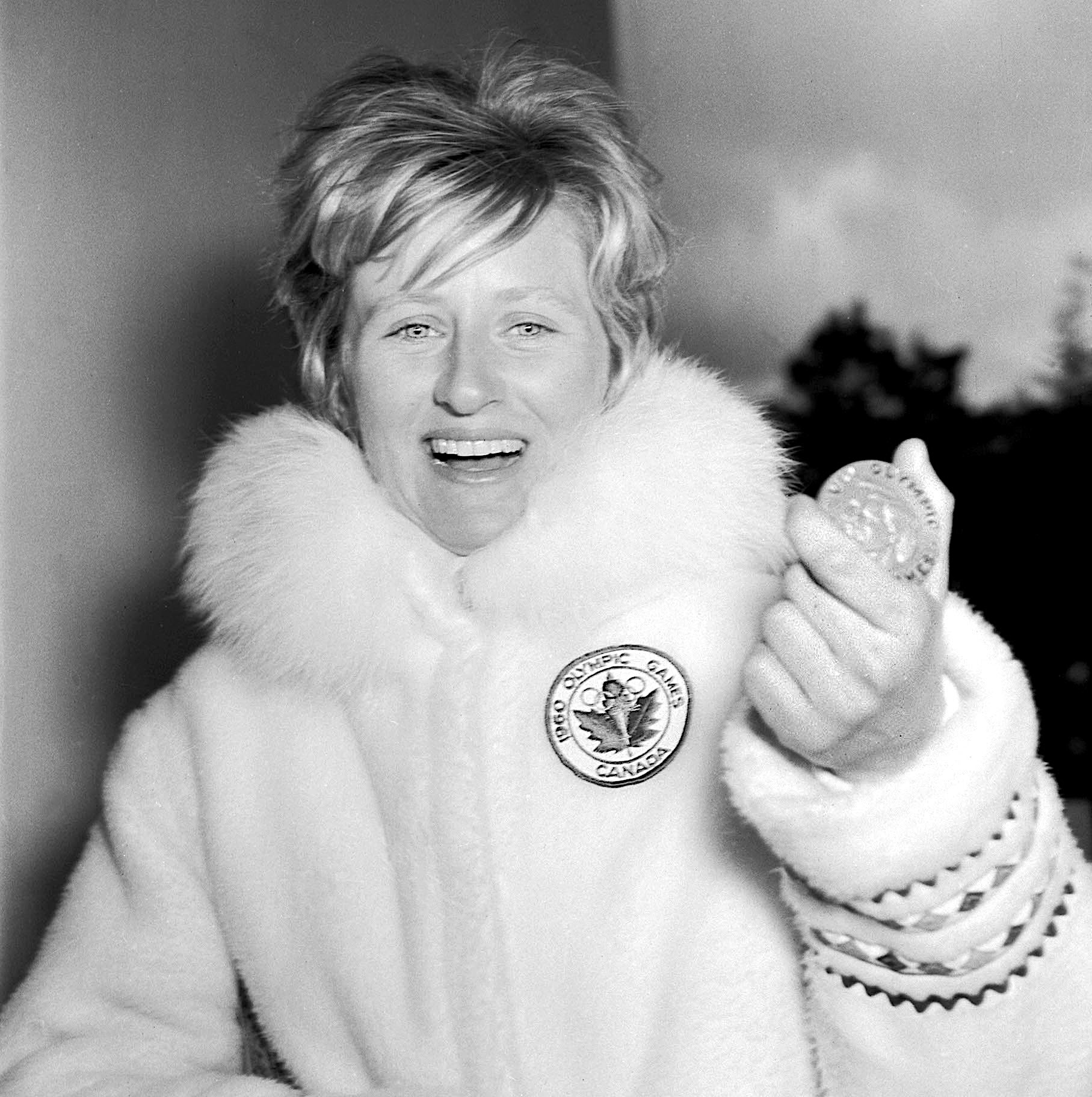
La skieuse Ann Heggtveit avec sa médaille d'or

#### Hockey
- Fin de la Saison 1959-1960 de la LNH suivi des Séries éliminatoires de la Coupe Stanley 1960. les Canadiens de Montréal remportent la Coupe Stanley contre les Maple Leafs de Toronto. C'est la cinquième coupe Stanley consécutive pour les Canadiens de Montréal.
- Les Teepees de Saint Catharines remportent la Coupe Memorial 1960.
- Première édition du Tournoi international de hockey pee-wee de Québec
- Début de la Saison 1960-1961 de la LNH.

#### Jeux olympiques d'hiver de 1960
- La skieuse Anne Heggtveit remporte la médaille d'or en slalom.
- Médaille d'or en patinage artistique pour le couple Barbara Wagner et Robert Paul. Médaille de bronze en patinage artistique homme à Donald Jackson.
- Médaille d'argent pour l'équipe canadienne au hockey sur glace.

#### Jeux olympiques d'été de 1960
- Le commentateur sportif Richard Garneau couvre ces jeux. Il va commenter les jeux olympiques jusqu'en 2012.
- Médaille d'argent en aviron à huit. L'équipe était composée de Donald Arnold, Walter D'Hondt, Nelson Kuhn, John Lecky, David Anderson, Archibald MacKinnon, William McKerlich, Glen Mervyn et Sohen Biln.

#### Football

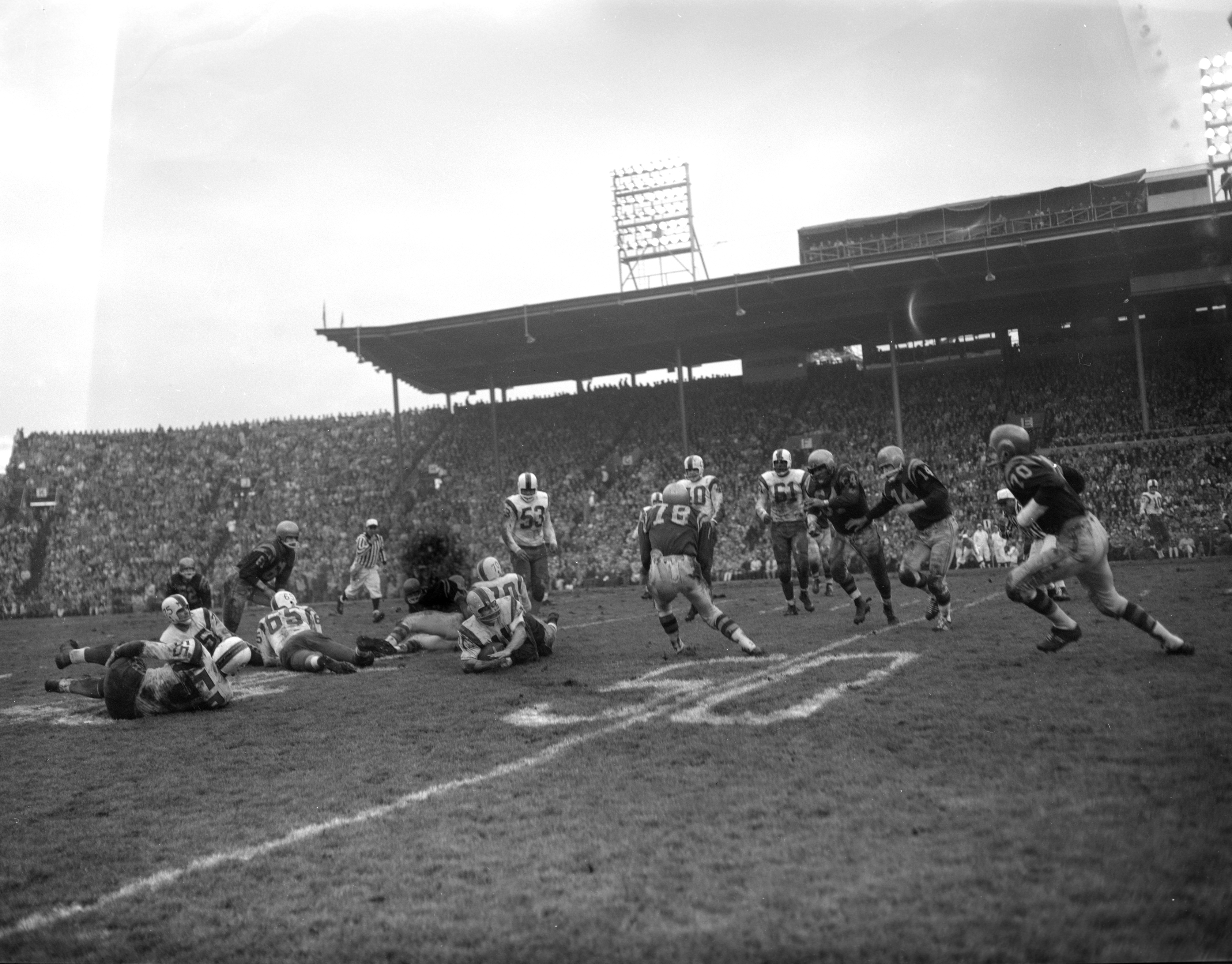
de la coupe Grey à Vancouver

- Les Rough Riders d'Ottawa remportent la 48e finale de la Coupe Grey contre les Eskimos d’Edmonton 16-6.

#### Natation
- Régent Lacoursière remporte la première position à la Traversée internationale du lac Saint-Jean.

#### Autres
- Championnats du monde de patinage artistique 1960. Médaille d'or pour le couple Barbara Wagner et Robert Paul et médaille d'argent pour le couple Maria Jelinek et Otto Jelinek.

### Économie
- Compagnie de la Baie d'Hudson achète les magasins à rayons Morgans. Ils seront connus plus tard sous le nom de magasin La Baie.
- Fondation de la compagnie Groupe Canam Manac.

### Science

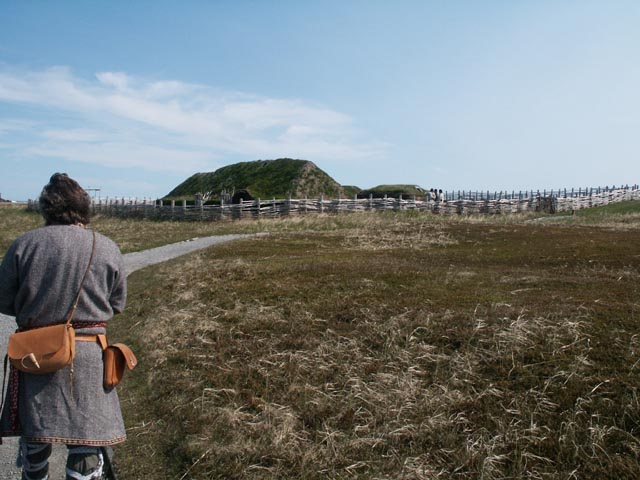
Site viking de L'Anse-aux-Meadows

- Découverte archéologique à L'Anse aux Meadows à Terre-Neuve de vestiges vikings. Ce site serait celui qui confirme le mieux les récits du Vinland.
- Ouverture du planétarium Queen Elizabeth II à Edmonton, le premier planétarium public au Canada[1].
- Le 4 mars, Bruderheim en Alberta est frappé par la plus grosse météorite retrouvée au Canada, pesant 303 kilogrammes[2].

### Culture
- Ouverture de l'École nationale de théâtre du Canada.

#### Chanson
- Le groupe québécois Les Beau-Marks interprète la chanson Clap your hand. Ils obtiennent un succès international.

#### Livre
- Les insolences du frère Untel de Jean-Paul Desbiens qui est une critique de la langue française parlée.
- Roman Ashini de Yves Thériault.

#### Télévision
- Émission folklorique Soirée Canadienne où un village par semaine faisait ses prestations de musique, danse et présentation du lieu reçu.
- Émission de divertissement Les Couche-tard animé par Jacques Normand et Roger Baulu.

### Religion
- François de Montmorency-Laval est déclaré vénérable.

## Naissances
- 12 janvier : Oliver Platt, acteur.
- 28 janvier : Roland Melanson, ancien gardien de but de hockey sur glace.
- 14 février : Walt Poddubny, joueur professionnel et entraîneur de hockey sur glace.
- 17 février : Lindy Ruff, ancien joueur professionnel de hockey sur glace.
- 25 février : David McGuinty, homme politique fédéral et frère du Premier ministre de l'Ontario depuis 2003 Dalton McGuinty.
- 28 février : Dorothy Stratten, actrice.
- Mars : John Greyson, producteur et scénariste.
- 23 avril : Claude Julien, ancien joueur et entraîneur canadien de hockey sur glace.
- 29 avril : Robert James Sawyer, écrivain de science-fiction.
- 23 mai : Cheryl Gallant, femme politique fédéral.
- 1er juin : Maurizio Bevilacqua, homme politique fédéral.
- 2 juin : André Lamontagne, personnalité politique canadienne.
- 31 juillet : Dale Hunter, joueur de hockey sur glace.
- 30 août : Mark Eyking, homme politique de la circonscription fédérale de Sydney—Victoria.
- 31 août : Gord Brown, homme politique canadien.
- 21 septembre : David James Elliott, acteur et producteur.
- 8 novembre : 
  - Anne Dorval, actrice québécoise.
  - Robert Libman, chef du Parti Égalité.
- 10 novembre : Borys Wrzesnewskyj, homme politique fédéral d'origine ukrainienne.

## Décès
- 2 janvier : Paul Sauvé, Premier ministre du Québec alors qu'il était en fonction.
- 16 février : James Alexander Murray, premier ministre du Nouveau-Brunswick.
- 22 février : Paul-Émile Borduas, peintre surréaliste puis abstrait québécois. Signataire du refus global (° 1905).
- 23 mai : Archange Godbout, religieux et généalogiste des canadiens français.
- 13 juin : Brooke Claxton, homme fédéral provenant du Québec.
- 26 juillet : Maud Menten, scientiste.
- 5 août : Arthur Meighen, premier ministre du Canada.
- 17 octobre : Buck Boucher, joueur de hockey sur glace.
- 5 novembre : Mack Sennett, comédien.
- 12 décembre : Louis Orville Breithaupt, 18e Lieutenant-Gouverneur de l'Ontario.
- 28 décembre : Philippe Panneton, auteur.
- 31 décembre : Clarence Decatur Howe, homme politique.